# Fondation Johanna Dürmüller-Bol
Die Fondation Johanna Dürmüller-Bol ist eine anerkannte gemeinnützige Stiftung im Kanton Bern in der Schweiz. 

## Geschichte
Die Gründung erfolgte am 18. Mai 2000 in Bern. Stifterin war Johanna Dürmüller-Bol (1920–2004), deren Vorfahren in den Niederlanden die Vorgängergesellschaften des Fortis-Konzerns gegründet hatten. Seit 1974 in der Schweiz wohnhaft, fühlte sie sich dem Land so sehr verbunden, dass sie mit ihrem Vermögen eine rein bernische Stiftung gründete, welche die Förderung der wissenschaftlichen Forschung, der Gesundheit und der Kultur (insbesondere der bildenden Kunst und Musik) bezweckt. Johanna Dürmüller-Bol war von der Gründung bis zu ihrem Tod Stiftungsratspräsidentin und hat dadurch das Wirken der Fondation in höchstem Masse selbst mitgestaltet und geprägt.

## Organisation
Die Stiftung hat ihren Sitz in Muri bei Bern. Ihre Organe sind der Stiftungsrat, dessen Präsident Werner Luginbühl (früher Regierungsrat und Ständerat des Kantons Bern) ist, und die Revisionsstelle. Die Aufgabe des Geschäftsführers nimmt Stiftungsratsmitglied Marc Stucki wahr. 

## Spendenbereiche
Die Stiftung ist in drei Bereichen tätig:
- Förderung von Musik & Kultur (mit Fokus auf klassische Musik und Nachwuchsförderung),
- Förderung von Medizin & Pflege (mit Fokus auf Palliativmedizin) und
- Förderung von Wissenschaft & Forschung (mit Fokus auf die Universität Bern und den Schweizerischen Nationalfonds).

## Leuchtturmprojekt
Internationaler Hans Gabor Belvedere Gesangswettbewerb
Die Fondation Johanna Dürmüller-Bol ist Hauptsponsorin des Internationalen Hans Gabor Belvedere Gesangswettbewerb für junge Opernsängerinnen und Opernsänger, der im Jahr 2025 bei den Bühnen Bern zu Gast ist. Das Abschlusskonzert der inzwischen 43. Ausgabe des Wettbewerbs findet am 21. Juni 2025 im Stadttheater Bern statt. Dort werden die unter mehr als 1'000 Sängerinnen und Sängern in rund 70 weltweiten Qualifikationsrunden ausgewählten drei Finalisten auftreten.

## Preise
Johanna Dürmüller-Bol DBMR Research Award
Seit 2012 verleiht die Stiftung den bisher als DKF-Forschungspreis des Inselspitals Bern bekannten Preis des Department for BioMedical Research DBMR (Universitätsspital Bern), welcher seit 2017 neu Johanna Dürmüller-Bol DBMR Research Award heisst und jeweils am Tag der klinischen Forschung des Inselspitals Bern verliehen wird. Die Preissumme beträgt CHF 30'000,-.
Bisherige Preisträger waren:
- Henriette Brinks, Forschungsgruppe Herz- und Gefässchirurgie des DKF, Assistenzärztin an der Klinik für Herz- und Gefässchirurgie des Inselspitals Bern (2012)
- Martha Roccio, Universitätsklinik für Hals-, Nasen- und Ohrenkrankheiten und Kopf- und Halschirurgie für ihr Forschungsprojekt «Recativation of dormant inner ear stem cells through modulation of cell cycle and developmental regulators»[6] (2013)
- Allam Ramanjaneyulu, Universitätsklinik für Hämatologie für sein Forschungsprojekt «Die Rolle des Ribonukleasehemmers (RNH1) in der Hämatopoese und den Ribosomopathien» (2014)
- Federica Moalli, Theodor Kocher Institut der medizinischen Fakultät der Universität Bern, für ihr Forschungsprojekt «Intravital imaging of humoral immune responses against tumors» (2015)
- Markus Lüdi, Departement für Anästhesiologie und Schmerzmedizin, Inselspital Bern, für das Projekt «Clinically well tolerated low dose camptothecin as a counter to dexamethasone induced micro-vascularization in glioblastoma» (2016)
- Manuela Funke-Chambour, Universitätsklinik für Pneumologie Inselspital Bern, für das Projekt «Autophagy – a New Therapeutical Target for Idiopathic Pulmonary Fibrosis»[7] (2017)
- Stephanie Ganal-Vonarburg, Universitätsklinik für Viszerale Chirurgie und Medizin, Inselspital, sowie Department for BioMedical Research, Universität Bern, für das Projekt «The role of maternal microbiota in durably shaping intestinal immunity and gene expression in the offspring through epigenetic mechanisms»[8] (2018)
- Maria-Nieves Sanz,  Universitätsklinik für Herz- und Gefässchirurgie, Inselspital, sowie Department for BioMedical Research, Universität Bern, für das Projekt «Mitochondrial preservation and mitochondrial damage-associated molecular patterns (mtDAMPs) in DCD heart transplantation» (2019)
- Joanna Triscott, Department for BioMedical Research (DBMR), Universität Bern, Forschungsgruppe Precision Oncology für das Projekt «Exploiting metabolic vulnerabilities in advanced prostate cancer» (2020)
- Joel Zindel, Universitätsklinik für Viszerale Chirurgie und Medizin, Inselspital, sowie Department for BioMedical Research, Universität Bern, für das Projekt «Defining macrophage-dependent mesothelial cell recruitment in peritoneal injury repair and adhesion formation» (2021)
- Emma Hodcroft, Institute of Social and Preventive Medicine (ISPM), Universität Bern, für das Projekt «Investigating the impact of pandemic restrictions on circulation and genetic diversity of a respiratory virus» (2022)
- Mattia Aime, Department of Neurology, Inselspital Bern, sowie Department for BioMedical Research, Universität Bern, für das Projekt «REM sleep and emotions: the missing link for a better life quality» (2023)
- Andrea Felser, Department of Pediatrics, Inselspital Bern, für das Projekt «The role of mitochondrial energy metabolism in adrenal hyperandrogenism: mechanisms and clinical implications» (2024)

Frühere Awards:
Prix Du Piano Bern
Im Jahr 2016 wurde der Prix Du Piano erstmals mit Beteiligung der Fondation Johanna Dürmüller-Bol durchgeführt. Die gemeinsame Veranstaltung des Vereins Interlaken Classics, der Fondation Johanna Dürmüller-Bol und des Kursaals Bern fand jeweils im Vorfeld des Klassikfestivals Interlaken Classics statt.
Der 16. Prix Du Piano wurde am 10. März 2024 verliehen und war die letzte Austragung, die von der Fondation Johanna Dürmüller-Bol gefördert wurde, welche seitdem neue Leuchtturmprojekte unterstützt.
Der 1. Preis (Prix Du Piano) war mit CHF 10'000.- dotiert, der 2. Preis (Johanna Dürmüller-Bol Piano Award) mit CHF 7'500.-.
Die Preisträger von 2017 bis 2024:
- 2017 – Prix Du Piano: Nuron Mukumi, Usbekistan; Johanna Dürmüller-Bol Piano Award: Xiaoyu Liu, Kanada.
- 2018 – Prix Du Piano: Adela Liculescu, Rumänien; Johanna Dürmüller-Bol Piano Award: Igor Andreev, Russland.
- 2019 – Prix Du Piano: Dmytro Choni, Ukraine; Johanna Dürmüller-Bol Piano Award: Alexandra Sikorskaya, Russland.
- 2020 – Der Prix Du Piano musste aufgrund der Pandemie-Situation im Jahr 2020 abgesagt werden.
- 2021 – Prix Du Piano: Illia Ovcharenko, Ukraine; Johanna Dürmüller-Bol Piano Award: Elia Cecino, Italien.
- 2022 – Prix Du Piano: Robert Bily, Tschechien; Johanna Dürmüller-Bol Piano Award: Yeontaek Oh, Korea.
- 2023 – Prix Du Piano: Eva Gevorgyan, Armenien; Johanna Dürmüller-Bol Piano Award: Hao Rao, China.
- 2024 – Prix Du Piano: Ryan Wang, Kanada; Johanna Dürmüller-Bol Piano Award: Roman Fediurko, Ukraine.[11]

Johanna Dürmüller-Bol Young Classic Award
Die Stiftung verlieh in Zusammenarbeit mit dem Musikfestival Interlaken Classics von 2007 bis 2016 den Johanna Dürmüller-Bol Young Classic Award an Vertreterinnen und Vertreter von Institutionen, welche nach deren Ansicht herausragende Leistungen bei der Förderung des musikalischen Nachwuchses im klassischen Bereich erbringen. Präsident der Jury des Johanna Dürmüller-Bol Young Classic Award war der Dirigent und Pianist Wladimir Dawidowitsch Aschkenasi. Die Preissumme betrug CHF 20'000.-.
Am 18. März 2016 wurde bei einer feierlichen Zeremonie im Menuhin Forum in Bern der 10. und letzte Johanna Dürmüller-Bol Classic Award von Jurypräsident Vladimir Ashkenazy an Alexander Sokolov, Direktor des Moscow Tchaikovsky Conservatory, übergeben.
Preisträgerinnen und -träger waren:
- Anne-Sophie Mutter für die Anne-Sophie Mutter Stiftung (2007)[14]
- Michael Tilson Thomas für die Projekte Keeping Score und New World Symphony der San Francisco Symphony (2008)
- Werner Schmitt für das Konservatorium Bern (2009)
- Gustav Djupsjöbacka für die Sibelius-Akademie (2010)[15]
- Graziella Contratto für das Davos Festival (2011)[16]
- Sulamita Aronovsky für die London Piano Competition (2012)[17][18]
- Christine Egerszegi-Obrist mit Initiativkomitee der Volksinitiative „jugend + musik“ (2013)[19]
- Richard Hillier und Zamira Benthall Menuhin für die Yehudi Menuhin School, Surrey, UK (2014)[20]
- Eva Aroutounian für das Conservatoire de Genève (2015)
- Alexander Sokolov für das Moscow Tchaikovsky Conservatory (2016)

Nach der letzten Verleihung wurde der Johanna Dürmüller-Bol Young Classic Award in den Prix Du Piano integriert.